# Mieczysław Kolejwa
Mieczysław Józef Kolejwa (ur. 22 maja 1934 w Ozorkowie) – polski lekkoatleta, naukowiec i działacz sportowy. Płotkarz, medalista mistrzostw Polski w biegu przez płotki, doktor habilitowany oraz p.o. prezesa Polskiego Związku Lekkiej Atletyki (PZLA) (1986–1988).

## Życiorys
Jako płotkarz związany początkowo z AZS-em Łódź (1952–1954), następnie zaś z AZS-em Warszawa (1955–1959) i Gwardią Warszawa. W 1957 uczestniczył w Uniwersjadzie w Paryżu.
Ukończył studia na Akademii Wychowania Fizycznego w Warszawie (1961) oraz na wydziale prawa Uniwersytetu Warszawskiego. Obronił doktorat na wydziale prawa Uniwersytetu Jagiellońskiego oraz habilitację w Instytucie Socjologii Akademii Nauk Społecznych. W latach 1962–1978 służył w Milicji Obywatelskiej. W latach 1978–1990 w stopniu pułkownika był kierownikiem w Instytucie I, zakładzie VI Akademii Spraw Wewnętrznych. W latach 1986–1988 pełnił obowiązku prezesa PZLA.

### Życie prywatne
Jest synem Lucjana i Marii Kolejwów oraz mężem lekkoatletki Elżbiety Kolejwy z domu Twardowskiej.

## Sukcesy
- Brązowy medalista mistrzostw Polski w biegu na 110 m przez płotki (1959)
- Srebrny medalista mistrzostw Polski w sztafecie 4 × 400 m (1965)

## Rekordy życiowe
| Konkurencja                | Data i miejsce           | Wynik   |
| -------------------------- | ------------------------ | ------- |
| bieg na 110 m przez płotki | 9 czerwca 1962, Warszawa | 14,5 s. |
| bieg na 200 m przez płotki | 2 lipca 1961, Nowa Huta  | 24,5 s. |
| bieg na 400 m przez płotki | 9 sierpnia 1964, Kijów   | 51,5 s. |